# Adenia fruticosa
Adenia fruticosa är en passionsblomsväxtart. Adenia fruticosa ingår i släktet Adenia och familjen passionsblomsväxter.

## Underarter
Arten delas in i följande underarter:
- A. f. fruticosa
- A. f. simplicifolia
- A. f. trifoliolata

## Bildgalleri

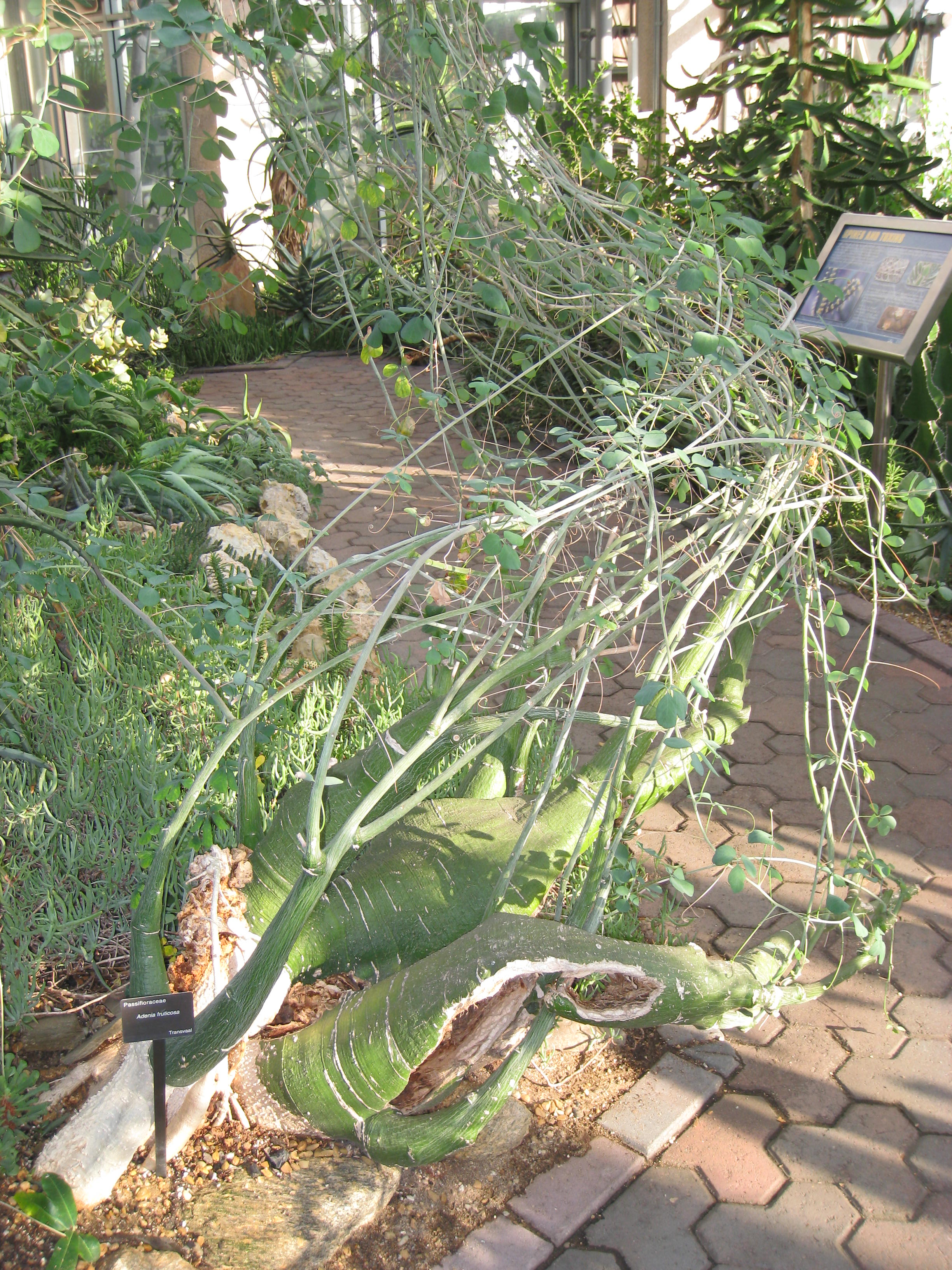
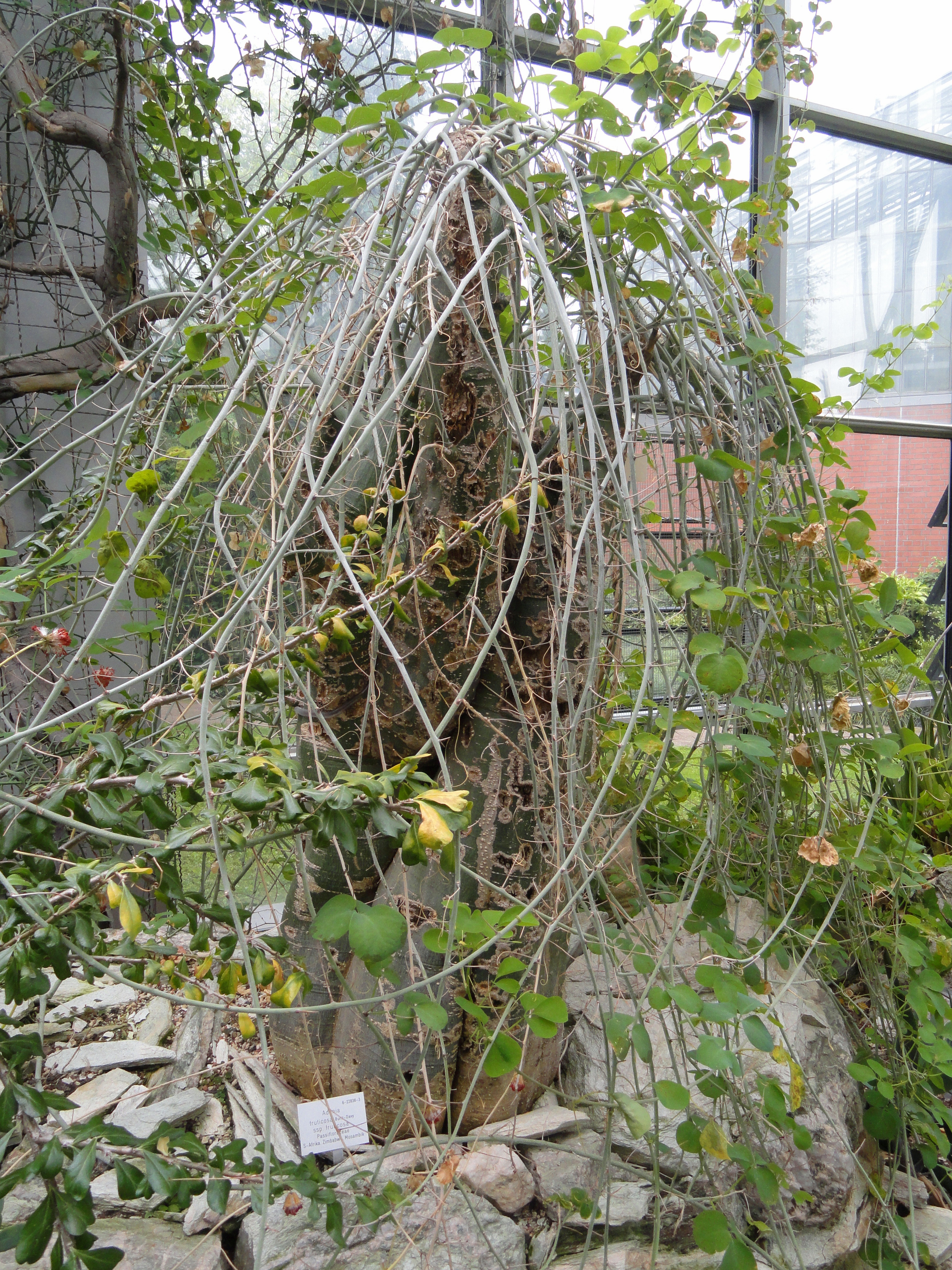
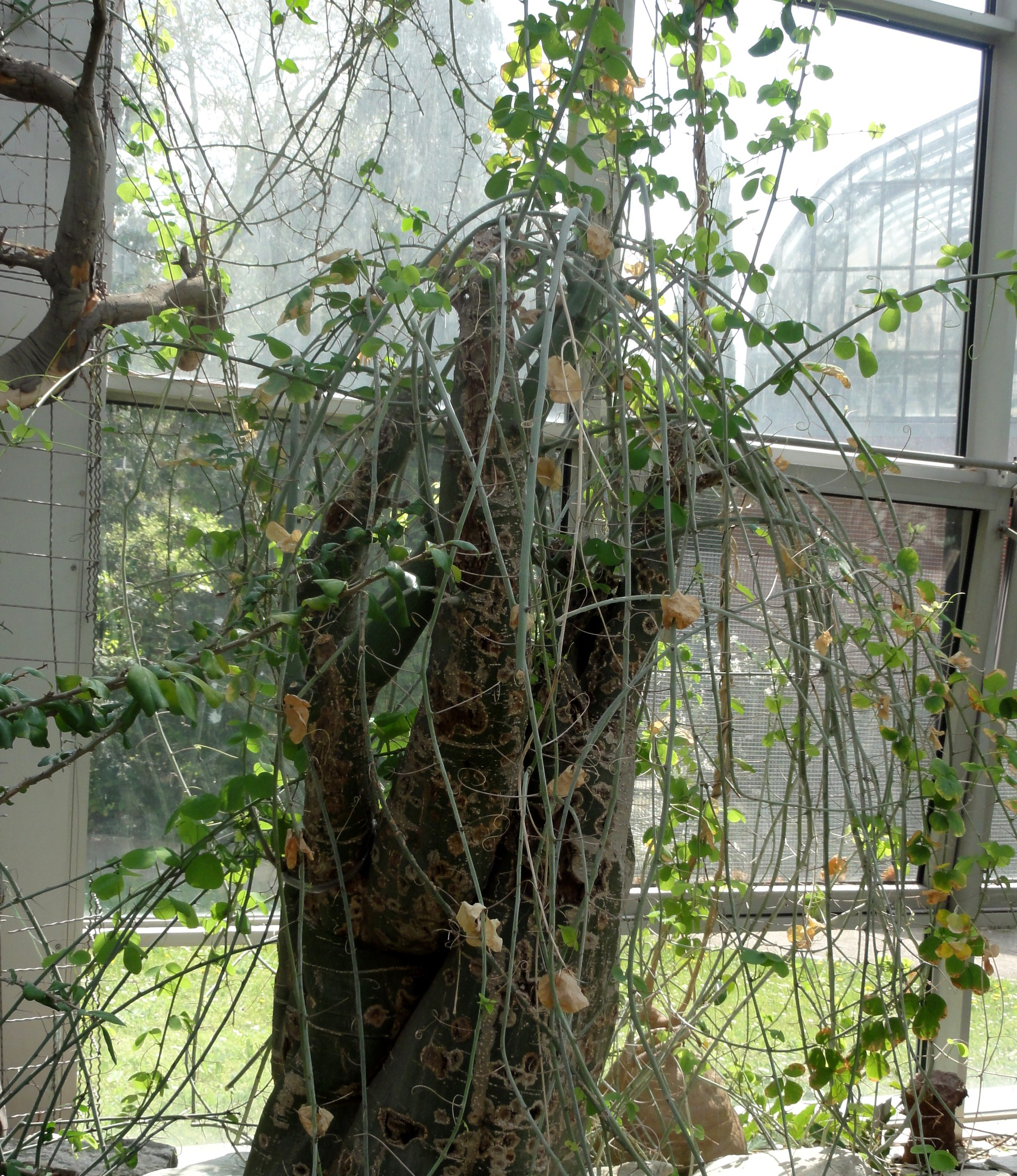
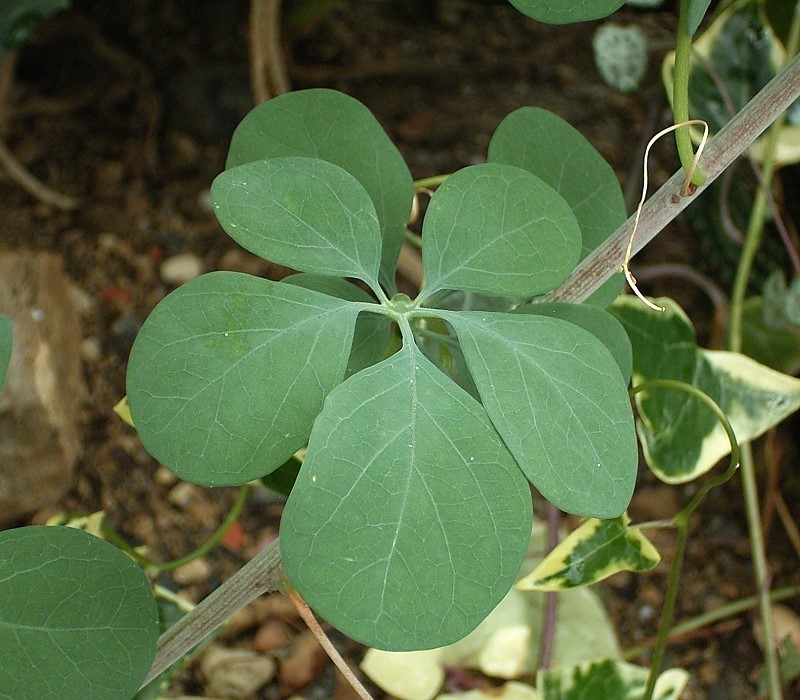
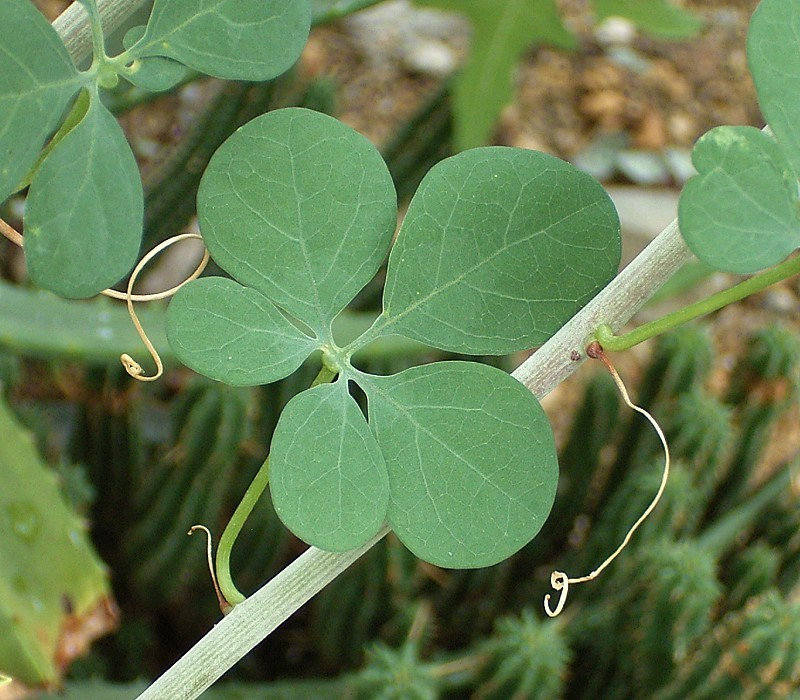